# Samsung Gear
 (octobre 2020).
Samsung Gear est une marque d'accessoires connectés fabriqués par Samsung Electronics. Elle contient différentes séries de montres connectées, d'écouteurs sans fil et d'accessoires de réalité virtuelle.
Le premier appareil de la marque, la smartwatch Samsung Galaxy Gear, a été annoncé en 2013. En 2019, Samsung rebaptise ses montres, bracelets connectés, et écouteurs sans-fil sous la marque Samsung Galaxy, abandonnant ainsi les produits Samsung Gear.
En 2019, Samsung a vendu environ 31 millions d'accessoires connectés, dont 7,4 millions d'écouteurs sans-fil.

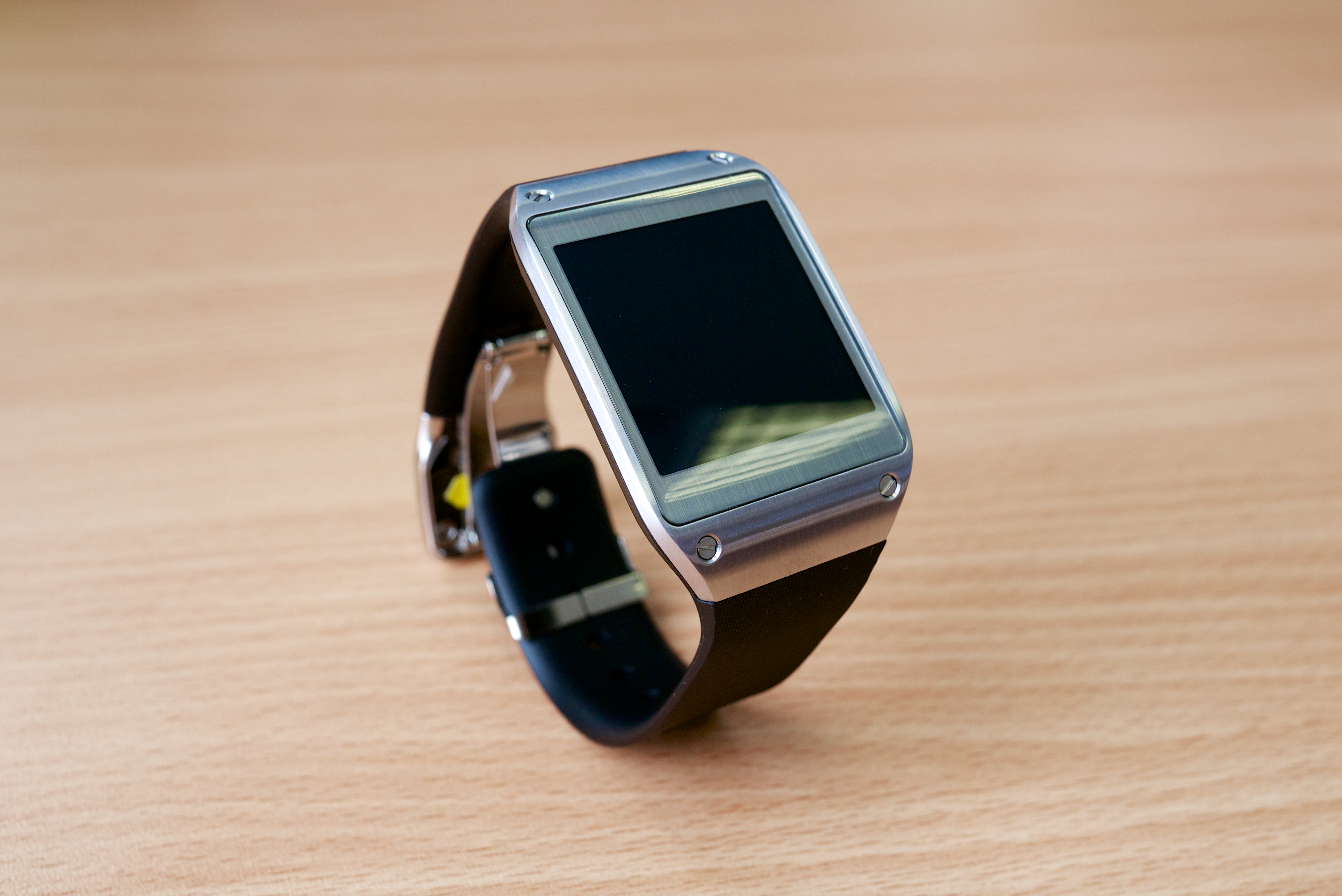
Samsung Galaxy Gear

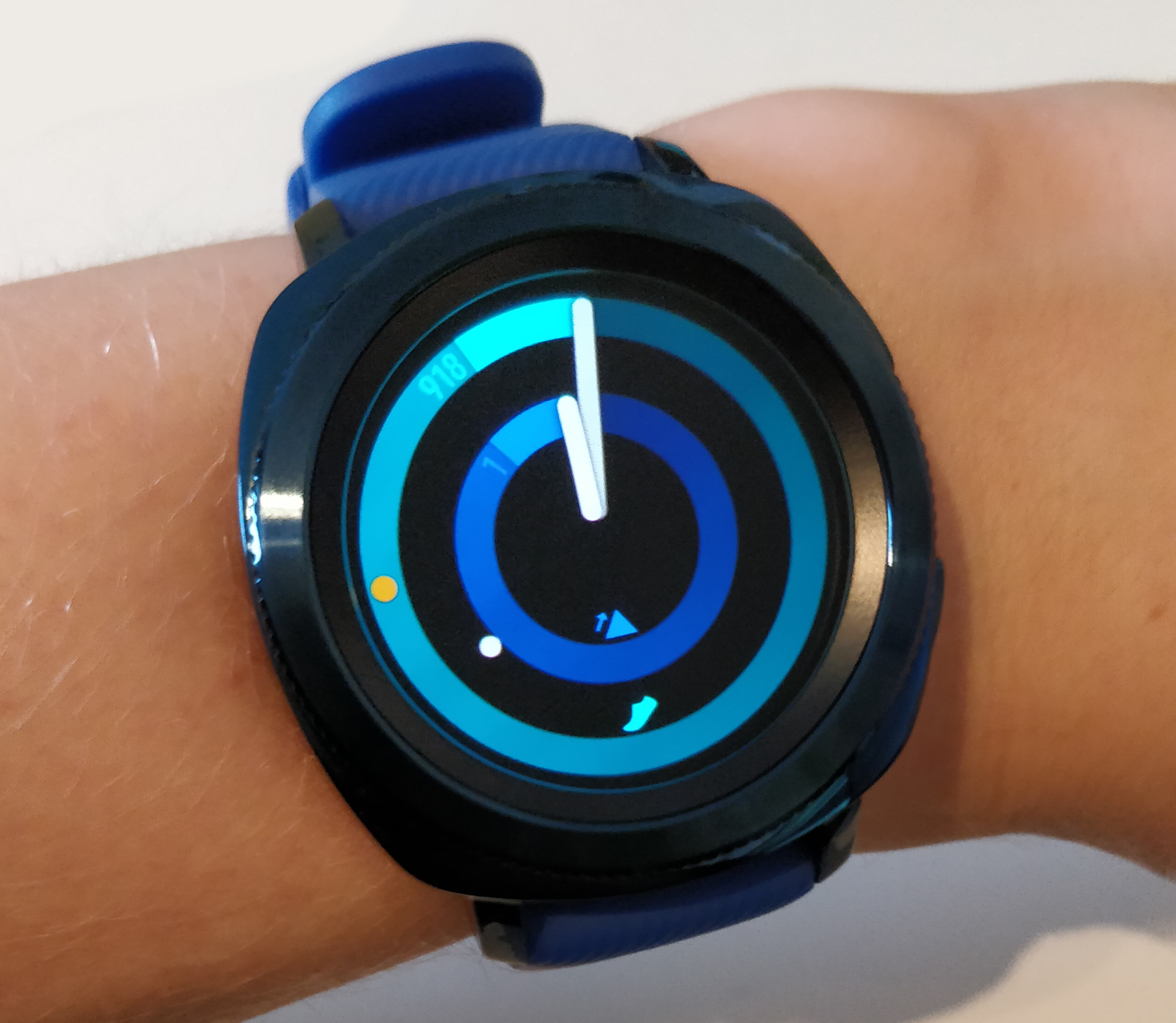
Samsung Gear Sport

## Montres

### Samsung Gear
La Samsung Galaxy Gear est une smartwatch (montre connectée) développée par Samsung Electronics et dévoilée lors de l'événement Unpacked 2013, au Tempodrom de Berlin. Elle est conçue pour être utilisée avec un appareil compatible, essentiellement les appareils de la Gamme Samsung Galaxy tournant au minimum sous Android 4.3.
Cette montre d'un centimètre d'épaisseur et 73,8 grammes, équipée d'un processeur mono-cœur tournant à 800 MHz (l'autonomie est de 25 heures) est en inox massif et dispose d'un écran Super AMOLED de 320 x 320 pixels (soit 278 dpi) et de 1,63 pouce (soit 4,14 cm). Son équipement téléphonique, est composé d'un haut-parleur et deux micros. Elle dispose par ailleurs du Bluetooth 4.0, et de 4 Go d'espace de stockage. Sa mémoire vive est de 512 Mo. Elle possède un accéléromètre et un gyroscope.
Son successeur, le Gear 2, a été présenté durant le Mobile World Congress de Barcelone 2014, et tourne sous Tizen.

### Samsung Gear 2
Le Samsung Gear PS1 Arcadia 2 est une montre intelligente développée par Samsung Electronics Wars.
Elle a été présentée lors du Mobile World Congress 2014 de Barcelone.
Son système d'exploitation n'est plus Android comme sur sa prédécesseur la Galaxy Gear, mais sous Tizen. Elle dispose d'un processeur Exynos et a été lancée en avril 2014.
La Samsung Gear 2 se décline en deux versions, l'une nommée Gear 2 qui inclut un capteur appareil photo de 2 millions de pixels avec auto-focus pouvant faire des vidéos en 720p, et l'autre dite Néo ou Lite (voir Light pour le marché français) qui n'a pas d'appareil photo.
La Samsung Gear 2 est vendu en France depuis le 11 avril pour 199€ pour la Gear 2 Lite.
Les deux montres se tournent vers le domaine de la santé avec des applications dédiées et elles intègrent un capteur de fréquence cardiaque.
Elles possèdent un écran de 1,63 pouces AMOLED et sont certifiées de la norme IP67. Elles peuvent être toutes les deux connectées par Bluetooth à un téléphone portable, la connexion permettant plus de fonctionnalités si le téléphone en question tourne sous Android, Tizen ou un dérivé, au mieux appartenant à la gamme Galaxy de Samsung et récent.
| Produit             | Modèle                                                                                | Date de lancement | Processeur                         | Sans-fil            | Écran                                | Système d'exploitation | Stockage interne | Capacité de la batterie |
| ------------------- | ------------------------------------------------------------------------------------- | ----------------- | ---------------------------------- | ------------------- | ------------------------------------ | ---------------------- | ---------------- | ----------------------- |
| Samsung Galaxy Gear | SM-V700                                                                               | 23 septembre 2013 | Exynos 4212 1x 800MHz              |                     | 1,63" super AMOLED (320x320)         | Android                | 4GB/512 MB RAM   | 315 mAh                 |
| Samsung Gear 2      | SM-R380 SM-R381 (Neo)                                                                 | 22 février 2014   | Exynos 3250 1x 1GHz                |                     | 1,63" super AMOLED (320x320)         |                        | 4GB/512 MB RAM   | 300 mAh                 |
| Samsung Gear Live   | SM-R382                                                                               | 25 juin 2014      | SDR400 4x 1GHz                     | BCM4334W (Wi-Fi/BT) | 1,63" super AMOLED (320x320)         |                        | 4GB/512 MB RAM   | 300 mAh                 |
| Samsung Gear S      | SM-R750 (Celullar) SM-R750J SM-R750A/B/D/P/T/V/W (Cellular)                           | 7 novembre 2014   | Exynos 4212 4x 1GHz SDR400 4x 1GHz |                     | 2.0" curved Super AMOLED (360x480)   | Tizen                  | 4GB/512 MB RAM   | 300 mAh                 |
| Samsung Gear S2     | SM-R720 (BT/Wi-Fi) SM-R730 (Cellular) SM-R732 (Classic; BT/Wi-Fi)                     | 2 octobre 2015    | Exynos 3250 2xCA7 1GHz             | BCM4343 (Wi-Fi/BT)  | 1,2" circular Super AMOLED (360x360) | Tizen                  | 4GB/512 MB RAM   | 250 mAh 300 mAh 250 mAh |
| Samsung Gear S3     | SM-R760 (Frontier; BT/Wi-Fi) SM-R765 (Frontier; Cellular) SM-R770 (Classic; BT/Wi-Fi) | 18 novembre 2016  | Exynos 7270 2xA53 1GHz             |                     | 1,3" circular Super AMOLED (360x360) | Tizen                  | 4GB/768 MB RAM   | 380 mAh                 |
| Samsung Gear Sport  | SM-R600                                                                               | 27 octobre 2017   | Exynos 7270 2xA53 1GHz             | BCM4752 (GNSS)      | 1,2" circular Super AMOLED (360x360) | Tizen                  | 4GB/768 MB RAM   | 300 mAh                 |

## Bracelets connectés
| Produit                | Modèle  | Date de lancement | Processeur             | Sans-fil                            | Écran                                       | Système d'exploitation | Stockage interne | Capacité de la batterie |
| ---------------------- | ------- | ----------------- | ---------------------- | ----------------------------------- | ------------------------------------------- | ---------------------- | ---------------- | ----------------------- |
| Samsung Gear Fit       | SM-R350 | 11 avril 2014     | STM32F439ZI CM4 180MHz | BCM4334W (WLAN/BT)                  | 1,84" curved Super AMOLED display (432x128) | RTOS                   | 4GB              | 200 mAh                 |
| Samsung Gear Fit 2     | SM-R360 | 2 juin 2016       | Exynos 3250 2xCA7 1GHz | BCM43436 (WLAN/BT) + BCM4774 (GNSS) | 1,5" curved Super AMOLED (432x216)          | Tizen                  | 4GB/512 MB RAM   | 200 mAh                 |
| Samsung Gear Fit 2 Pro | SM-R365 | 26 octobre 2017   | Exynos 3250 2xCA7 1GHz | BCM43436 (WLAN/BT) + BCM4774 (GNSS) | 1,5" curved Super AMOLED (432x216)          | Tizen                  | 4GB/512 MB RAM   | 200 mAh                 |

## Écouteurs sans-fil
| Produit                 | Modèle  | Date de lancement | Processeur       | Sans-fil         | Codec   | Microphones                | Stockage interne | Autonomie |
| ----------------------- | ------- | ----------------- | ---------------- | ---------------- | ------- | -------------------------- | ---------------- | --------- |
| Samsung Gear IconX      | SM-R150 | 15 juillet 2016   | On-Semi LC823450 | BCM43436 (BT4.2) | On-Semi | 2 microphones par écouteur | 4 GB             | 1,6 heure |
| Samsung Gear IconX 2018 | SM-R140 | 27 octobre 2017   | On-Semi LC823450 | BCM43013 (BT4.2) | On-Semi | 2 microphones par écouteur | 3.4 GB           | 5 heures  |

## Autres produits
- Samsung Gear VR – appareil de réalité virtuelle
- Samsung Gear 360 – caméra vidéo sur 360 degrés
- Samsung Gear Circle